# Cena Idei
Cena Idei – tytuł drugiego albumu demo zespołu Honor z 1992 roku. Album został nagrany w lipcu 1992 roku w Gliwicach. W 2010 r. nakładem Homo Superior ukazała się reedycja płyty.

## Lista utworów
1. „Narodowy socjalizm”
2. „Stałe prawo”
3. „Emigranci”
4. „Żydowska batalia”
5. „Bóg wojny”
6. „Ochrona tej ziemi”
7. „Rudolf Hess”
8. „Potęga zwycięstwa”
9. „Pełni nienawiści”
10. „Cena Idei”

## Lista utworów na reedycji
1. „NS”
2. „Stałe prawo”
3. „Emigranci”
4. „Żydowska batalia”
5. „Bóg wojny”
6. „Ochrona tej ziemi”
7. „Potęga zwycięstwa”
8. „Pełni nienawiści”
9. „Cena Idei”

## Skład zespołu
- Mariusz Szczerski – śpiew
- Olaf Jasiński – gitara
- Robert Krakowski – gitara basowa
- Janusz Filipowski – perkusja